# Emidio Cipollone

Erzbischofswappen von Emidio Cipollone

Emidio Cipollone (* 26. Januar 1960 in Cese di Avezzano) ist Erzbischof von Lanciano-Ortona.

## Leben
Emidio Cipollone empfing am 18. August 1984 die Priesterweihe. Papst Benedikt XVI. ernannte ihn am 11. Oktober 2010 zum Erzbischof von Lanciano-Ortona.
Der Alterzbischof von Lanciano-Ortona, Carlo Ghidelli, spendete ihm am 18. Dezember desselben Jahres die Bischofsweihe; Mitkonsekratoren waren Pietro Santoro, Bischof von Avezzano, und Bruno Forte, Erzbischof von Chieti-Vasto. Als Wahlspruch wählte er Misterium Hoc Magnum.